# Lazar Marjanović
Lazar Marjanović (1989. szeptember 8. –) szerb labdarúgó, posztja középpályás.